# ANT (сеть)
ANT — проприетарный мультивещательный протокол беспроводной сенсорной сети с низким потреблением энергии, работает в диапазоне частот 2,4 ГГц. Протокол разработан в 2004 году и продвигается компанией Dynastream Innovations, которая впоследствии была поглощена компанией Garmin, производителем GPS-оборудования.
Обычно трансивер ANT рассматривается как черный ящик и не требуется много усилий для реализации сети. Главной задачей этой технологии является установление связи между датчиками, которые в большинстве случаев работают от плоской батарейки.